# Liste der Bodendenkmale in Wilsdruff
In der Liste der Bodendenkmale in Wilsdruff sind die Bodendenkmale der Stadt Wilsdruff und ihrer Ortsteile nach dem Stand der Auflistung von Harald Quietzsch und Heinz Jacob aus dem Jahr 1982 aufgelistet. Eventuelle Änderungen und Ergänzungen, insbesondere aus der Zeit nach der Wende, sind nicht berücksichtigt, da für Sachsen aktuell keine neueren allgemein zugänglichen Bodendenkmallisten vorliegen. Die Baudenkmale sind in der Liste der Kulturdenkmale in Wilsdruff aufgeführt.
| Denkmal-ID | Fundart            | Ortsteil     | Bezeichnung                       | Zeitstellung | Lage | Bemerkungen                                                   | Bild |
| ---------- | ------------------ | ------------ | --------------------------------- | ------------ | --- | ------------------------------------------------------------- | ---- |
| ?          | Befestigung > Burg | Blankenstein | Wehranlage „Schlossberg“          | Mittelalter  | westlich des Orts, Bergsporn über der Triebisch                                                                                             | Abschnittsbefestigung in Spornlage, Schutz seit 12. Juni 1981 |      |
| ?          | Befestigung > Burg | Limbach      | Wasserburg                        | Mittelalter  | östlicher Ortsteil, nordwestlicher Bereich des Guts                                                                                         | überbaut durch Schloss, Graben als Senke erhalten             |      |
| ?          | Befestigung        | Wilsdruff    | Wehranlage, befestigter Kirchhof? | Mittelalter  | östlicher Ortsteil, Bereich des Kirchhofs der Jakobikirche und des östlich anschließenden Gartens, Geländezunge östlich über der Wilden Sau | Spornlage, Abschnittsgraben als Senke erhalten                |      |